# Trichodezia californiata
Trichodezia californiata là một loài bướm đêm trong họ Geometridae.